# Paweł Stabrawa
Paweł Stabrawa (ur. 23 października 1996 w Dębicy) – polski siatkarz, grający na pozycji atakującego. Od sezonu 2020/2021 występuje we włoskiej Serie A3, w drużynie Aurispa Libelulla Alessano.

## Sukcesy klubowe
Mistrzostwa Polski Kadetów:
- 2013

Akademickie Mistrzostwa Europy:
- 2017